# Timmy, a kis bárány
A Timmy, a kis bárány vagy szimplán Timmy (eredeti cím: Timmy Time) a BBC, Aardman Animations és HiT Entertainment által, a Shaun, a bárány rövidfilmek mellékágaként létrehozott animációs sorozat, amely Angliában 2009. április 6-ától a CBeebies-en volt látható. Az első két sorozat 80 epizóddal futott. A folytatásra 2011 szeptemberében került sor a CBeebies-en. 2009 májusában Ausztráliában is megjelent az ABC1-en, a harmadik évad pedig 2011 májusában az ABC4 Kids-en. A sorozatot Magyarországon a Minimax mutatta be 2009. augusztus 24-én.

## Történet
Ebben a sorozatban, Timmynek és barátainak meg kell tanulnia összebarátkozni, megosztozni és elfogadni egymás hibáit. Ebben segít nekik két nevelő, Harriet a pelikán és Osbourne a bagoly. Az epizódok 10 percesek.

## Szereplők
- Timmy a bárány a címszereplő, aki szeret a reflektorfényben lenni. Ő juhévekben hároméves, később (a 2. évad Timmy születésnapja című részében) betölti a negyedik évét. Sok epizódban bajba kerül, de a hibáiból tanul, és gyakran megpróbálja kisegíteni a többi szereplőt, amikor tudja. Kedvelt sportja a focizás.
- Harriet a pelikánhölgy, a két pedagógus közül az egyik.
- Osbourne a bagoly, a másik nevelő. Otus papája.
- Yabba a kiskacsa. Személyiségben nagyon hasonló Timmyhez és vele nagyon barátságos.
- Paxton a malacka. Étvágyáról és súlyáról ismert. Hord egy kék pulóvert és anélkül soha nem látják.
- Mittens a cicalány. Mint más cicák utálja bepiszkolni a bundáját és meglehetősen érzékeny. Néhány epizódban úgy tűnik, Timmy iránti érzelmeket mutat.
- Ruffy a kölyökkutya. Ruffy életerős, de szellemileg meglehetősen lassú tud lenni.
- Apricot a sündisznó lánykölyök. Apricot nagyon csendes és félénk, és meg szokott ijedni a hangos zajoktól. A kedvelt tárgya az ő piros pokróca és a kis rongybabája. Általában arra szokta használni a tüskés hátát, hogy összegyűjtse a szemetet.
- Stripey a borzkölyök. Stripey egy kicsit álmos és lassú, mert a borzok éjjeli állatok.
- Kid a kecskegida. Kid nagy étvágyú, mint Paxton.
- Otus a baglyocska. Otus élvezi az életet és szereti a papáját Osbourne-t.
- Finlay a rókakölyök. Finlay ingerlékeny és tele van energiával.

## Epizódok
| Évad | Évad | Epizódok | Eredeti sugárzás  | Eredeti sugárzás     | Magyar sugárzás     | Magyar sugárzás      |
| Évad | Évad | Epizódok | Évadpremier       | Évadfinálé           | Évadpremier         | Évadfinálé           |
| ---- | ---- | -------- | ----------------- | -------------------- | ------------------- | -------------------- |
|      | 1    | 26       | 2009. április 6.  | 2009. szeptember 30. | 2009. augusztus 24. | 2009. szeptember 28. |
|      | 2    | 13       | 2010. május 17.   | 2010. június 21.     | 2011. január 1.     | 2011. március 27.    |
|      | 3    | 30       | 2011. március 14. | 2012. július 13.     | 2013. július 20.    | 2014. március 31.    |

### 1. évad
1. Timmy és a kirakó
2. Hogyan mulasszuk el a csuklást
3. Timmy, az igazi bajnok
4. Timmy, a festőművész
5. Timmy táncolni tanul
6. Timmy bocsánatot kér
7. Timmy, a sztár
8. Irigy kutya
9. Timmy kék korszaka
10. Timmy focizik
11. Timmy piknikezni megy
12. Timmy bújócskázik
13. Timmy biciklizni tanul
14. Timmy és a pillanatfelvétel
15. Timmy és a vihar
16. Timmy és az úszás
17. Timmy munkája/Lassan járj, tovább érsz
18. Timmynek fürdeni kell
19. Timmy akarja a dobot/Timmy dobolni akar
20. Timmy és a gokart
21. Timmy és a vonat
22. Timmy babája
23. Timmy az építő
24. Timmy és a mosoly
25. Timmy álarca
26. Timmy tavaszi meglepetése

### 2. évad
1. A mágus
2. Timmy és a ragaszkodó ragasztó
3. Timmy és a szellemek
4. Szép álmokat, Timmy
5. Timmy repülni tanul
6. Timmy kincset talál
7. Timmy, a postás
8. Timmy és a távirányítós autó
9. Timmy és az elveszett csengő
10. Timmy új traktora
11. Timmy számol
12. Timmy születésnapja
13. Timmy repülőgépe
14. Timmy takarít
15. Timmy és a rakoncátlan labda
16. Timmy és a konzervdobozok
17. Timmy, a robot
18. Timmy kincses útja
19. Timmy kempingezni megy
20. Timmy kis kedvence
21. Számíts Timmyre!
22. Timmy pancsol
23. Timmy és a hógolyó
24. Timmy és a titokzatos szörnyeteg
25. Timmy csúszkál
26. Timmy hóembert épít

### 3. évad
1. Zenei őstehetség
2. A duda
3. Timmy, a doktor
4. A süti
5. Az elveszett bábú
6. A kisbaba
7. Űrutazás
8. A zenélő doboz
9. A dobozból kiugró bohóc
10. A xilofon
11. Sár
12. Timmy, a tűzoltó
13. A lufi
14. Timmy és a szupernyúl
15. Nyekergések és nyikorgások
16. Timmy tojása
17. Szafari
18. Timmy formába lendül
19. Timmy és a sárkány
20. A pattogós barát
21. Timmy ikertestvére
22. Timmy, a hős
23. Az ezermester
24. A papírsárkány
25. A vár
26. Timmy fényképalbuma

27-28. Timmy karácsonyi meglepetése
29-30. Timmy és a tengerparti mentőakció

## Fordítás
- Ez a szócikk részben vagy egészben  a   Timmy Time című angol Wikipédia-szócikk fordításán alapul.  Az eredeti cikk szerkesztőit annak laptörténete sorolja fel. Ez a jelzés csupán a megfogalmazás eredetét és a szerzői jogokat jelzi, nem szolgál a cikkben szereplő információk forrásmegjelöléseként.